# Winnie Puh (romanzo)
Winnie Puh (Winnie-the-Pooh, 1926) è il primo libro della omonima serie di romanzi per ragazzi scritta da A. A. Milne e illustrata da E. H. Shepard con protagonista l'orso Winnie Puh. Il libro ha avuto un grande successo in tutto il mondo, ed è stato tradotto in 25 lingue.
Venne inserito nel 2003 al settimo posto nella classifica The Big Read compilata in base a un sondaggio della BBC nel Regno Unito, in cui oltre 750.000 persone hanno espresso un parere sul romanzo inglese più amato di tutti i tempi.
Ogni capitolo è un breve racconto e il volume fu realizzato, in parte, adattando materiale già pubblicato dall'autore come singoli racconti. Il primo capitolo, in particolare, corrisponde al primo racconto sul personaggio pubblicato da Milne nel 1925 sul numero di Natale del London Evening News, e intitolato The Wrong Sort of Bees.

## Capitoli
- Capitolo 1: nel quale facciamo conoscenza di Winnie Puh, di alcune Api e cominciano le storie.
- Capitolo 2: nel quale Puh va a far visita e finisce in un posto stretto.
- Capitolo 3: nel quale Puh e Porcelletto vanno a caccia e per poco non prendono un Guzzo.
- Capitolo 4: nel quale Isaia perde la coda e Puh la ritrova.
- Capitolo 5: nel quale Porcelletto incontra un Effalumpo.
- Capitolo 6: nel quale Isaia compie gli anni e riceve due regali.
- Capitolo 7: nel quale Can e Guro arrivano nella foresta e Porcelletto fa il bagno.
- Capitolo 8: nel quale Christopher Robin guida una “Spendizione” al Palo Nord.
- Capitolo 9: nel quale Porcelletto è interamente circondato dall'acqua.
- Capitolo 10: nel quale Christopher Robin dà una Festa per Puh e noi ci salutiamo.

## Edizioni
- Alan Alexander Milne, L'orsacchiotto Ninni Puf, traduzione di Lila Jahn, illustrazioni di Ernest Howard Shepard, 1ª ed., Milano, Genio, 1936  [1926].
- Alan Alexander Milne, Uini il Puh, traduzione di Elda Zuccaro, illustrazioni di Ernest Howard Shepard, 1ª ed., Milano, Genio, 1949  [1926].
- Alan Alexander Milne, Winny-Puh l'orsetto, illustrazioni di Ernest Howard Shepard, 1ª ed., Milano, Garzanti, 1960  [1926].
- Alan Alexander Milne, Winnie Puh, collana Gl'istrici, traduzione di Luigi Spagnol, illustrazioni di Ernest Howard Shepard, prefazione di John Meddemmen, Firenze, Adriano Salani Editore, 1993  [1926], ISBN 978-88-7782-278-9.
- Alan Alexander Milne, Winnie-the-Pooh, traduzione di Martina Beldomenico, illustrazioni di Ernest Howard Shepard, Milano, La Vita Felice, 2022  [1926], ISBN 978-88-9346-595-3.

## Traduzione italiana
La prima traduzione italiana del romanzo, col titolo Winny-Puh, fu inclusa insieme al seguito nel volume Winny-Puh l'orsetto (in originale The World of Pooh) edito da Garzanti nell'ottobre 1960 e da Antonio Vallardi Editore il 15 marzo 1979. Questa versione, tradotta da Maria Cristina Gaetani (tranne le poesie, che furono invece tradotte da Ida Omboni), ometteva tutti i passaggi in cui Milne parla con Christopher Robin. I personaggi di Pimpi, Ih-Oh, Uffa, Tappo, Kanga e Ro erano chiamati rispettivamente Porcelletto, Isaia, Gufo, Coniglio, Can e Guro, mentre il protagonista assunse da subito il nome che poi sarebbe stato usato anche nei cortometraggi Disney. Una traduzione integrale e più fedele del romanzo, ad opera di Luigi Spagnol, fu edita da Salani Editore nel 1993 nella collana Gl'istrici, col titolo Winnie Puh. In questa versione, dei suddetti personaggi solo Tappo mantenne il vecchio nome Coniglio, mentre gli altri furono ribattezzati Porcelletto, Gufo, Can e Guro.

## Seguiti
Il libro ha due seguiti ufficiali: il primo, La strada di Puh, fu scritto sempre da Milne e fu pubblicato, due anni dopo l'uscita del primo libro, nel 1928. Il secondo seguito s'intitola Ritorno al bosco dei cento acri: è stato scritto da David Benedictus, che ha ottenuto il permesso dagli eredi di Milne, ed è stato pubblicato nel 2009.

## Trasposizioni in altri media
Cinema e Televisione
- Nel 1966 primi due capitoli del libro furono trasposti nel cortometraggio Disney Winny-Puh l'orsetto goloso.

- Il nono e il decimo capitolo (con elementi del quinto) furono usati nel corto del 1968, Troppo vento per Winny-Puh, che adatta anche alcuni capitoli de La strada di Puh.

- Il quarto ed il quinto capitolo sono stati la base d'ispirazione per il film del 2011 Winnie the Pooh - Nuove avventure nel Bosco dei 100 Acri.

- Il sesto capitolo è stato adattato dalla Disney in un cortometraggio del 1983 intitolato Il compleanno di Ih-Oh.

- Le trasposizioni del settimo e dell'ottavo capitolo sono incluse, anche se quest'ultima leggermente modificato, nel lungometraggio Pimpi, piccolo grande eroe.
- Insieme ad alcuni capitoli di La Strada di Puh, cinque storie del personaggio sono presenti in un episodio della seconda stagione di Le grandi fiabe.

## Critiche
(Roberto Denti)